# 553 هـ
553 هـ هي سنة في التقويم الهجري امتدت مقابلةً في التقويم الميلادي بين سنتي 1158 و1159.

## مواليد
- ابن يعيش النحوي
- أبو العباس أحمد الناصر لدين الله

## وفيات
- أبو الوقت السجزي